# Rita Gördes
Rita Gördes ist eine ehemalige deutsche Tischtennisspielerin mit ihrer aktiven Zeit in den 1950er und Anfang der 1960er Jahre. 

## Werdegang
Rita Gördes spielte beim Verein TTC Gellinghausen. Erste Erfolge erzielte sie im Jugendbereich, wo sie bei deutschen Meisterschaften mehrfach vordere Plätze belegte: 1957 erreichte sie im Mixed mit Norbert Witte das Endspiel, 1958 und 1959 wurde sie Zweite im Einzel. Mit Paula Knipschild holte sie 1959 im Doppel den Titel. 1959 wurde sie für die Jugend-Europameisterschaft im rumänischen Constanta nominiert. Hier scheiterte sie im Doppel mit Ursel Ehebrecht erst im Finale an Mariana Barasch / Nicole Ramanauskaite (Rumänien/UdSSR).
Mit der Damenmannschaft des TTC Gellinghausen spielte sie in den 1950er Jahren und noch 1960 in der Oberliga, der damals höchsten deutschen Spielklasse. Bronze gewann sie bei der Deutschen Meisterschaft 1960 im Doppel mit Gudrun Müller.